# Pipradhi Goth
Pipradhi Goth (en népalais : पिपराढिगोठ) est un comité de développement villageois du Népal situé dans le district de Bara. Au recensement de 2011, il comptait 5 207 habitants.